# Draconarius syzygiatus
Draconarius syzygiatus là một loài nhện trong họ Amaurobiidae.
Loài này thuộc chi Draconarius. Draconarius syzygiatus được miêu tả năm 1994 bởi Zhu & Jia-Fu Wang.